# Tjengene dere
Tjengene dere (bulgariska: Ченгене дере) är ett vattendrag i Bulgarien.   Det ligger i regionen Plovdiv, i den centrala delen av landet, 150 km sydost om huvudstaden Sofia.
Trakten runt Tjengene dere består till största delen av jordbruksmark. Runt Tjengene dere är det ganska tätbefolkat, med 104 invånare per kvadratkilometer.